# Cesare De Lollis
Cesare De Lollis (Casalincontrada, 13 settembre 1863 – Casalincontrada, 25 aprile 1928) è stato un filologo e storico della letteratura italiano.

## Biografia
Figlio del patriota e scrittore Alceste De Lollis, frequentò il liceo all'Aquila e a Teramo. Fu scolaro a Firenze prima di Napoleone Caix, poi di Adolfo Bartoli e di Girolamo Vitelli, che gli diedero la solida cultura classica, il gusto della ricerca filosofica, la profonda preparazione linguistica, poi di Francesco D'Ovidio e di Ernesto Monaci, che lo indirizzarono verso gli studi romanzi, nei quali si perfezionò a Parigi con Gaston Paris e Paul Meyer.
Insegnò filologia romanza nell'Università di Genova e letteratura francese e spagnola a Roma. Occupò infine la cattedra di filologia romanza all'Università di Roma, dove successe proprio a Ernesto Monaci, suo vecchio professore.
Dal 1907 al 1913 e dal 1921 fino alla morte diresse la rivista La Cultura, dapprima con Nicola Festa e Giuseppe Antonio Borgese, poi, dal 1921 al 1928, da solo, rifondandola. De Lollis fece di tale pubblicazione non soltanto uno strumento di rinnovamento di metodi critici e di apertura verso la cultura europea, ma anche il luogo dove si formarono le più vivaci forze della giovane critica italiana (come Domenico Petrini, Cesare Pavese, Leone Ginzburg, Arrigo Cajumi) alla luce della sua concezione umanistica dell'esercizio letterario come impiego etico.
Allo scoppio della prima guerra mondiale era neutralista. Eppure, malgrado l'età, volle arruolarsi e prestare servizio in prima linea. Per il suo portamento militare ottenne riconoscimenti ed encomi. Nel 1925 è tra i firmatari del Manifesto degli intellettuali antifascisti di Benedetto Croce.
L'opera critica del De Lollis rivendica contro il metodo crociano la rilevanza fondamentale dell'analisi dello stile per la comprensione del testo e per la valutazione stessa del significato e dei valori poetici: la formazione filologica lo conduce a muovere costantemente dall'accettamento del dato linguistico come quello in cui le ragioni del testo (umane, storiche, culturali, di pensiero) trovano la loro concreta manifestazione, mentre la preparazione erudita determina nelle sue ricerche la costante preoccupazione del solido e documentato inquadramento storico.
A Cesare de Lollis sono state dedicate diverse vie, tra cui a Roma, Pescara, L'Aquila e Chieti, dove è stata a lui intitolata anche una scuola media.

## Opere
I suoi scritti abbracciano l'intero ambito della filologia romanza ed anche problemi e figure delle letterature moderne: 
- Vita e Poesia di Sordello di Goito (1896);
- Gerardo Hauptmann e l'opera sua letteraria (1899);
- Saggi di Letteratura Francese (1920);
- Dante e la Spagna (1921);
- Crusca in fermento (1922);
- Cervantes reazionario (1924), uno dei suoi libri più felici;
- Chi cerca trova, ovverosia colui che cercò l'Asia e trovò l'America (1925);
- Alessandro Manzoni e gli storici francesi della Restaurazione (1926);
- Reisebilder ed altri scritti, a cura di Benedetto Croce (1929);
- Scrittori francesi dell'Ottocento (1938).

Il suo capolavoro, tuttavia, è costituito dai Saggi sulla forma poetica dell'Ottocento, a cura di Benedetto Croce (1929), acutissima indagine sullo svolgimento della lingua poetica italiana lungo l'Ottocento svolta con un metodo di ricerca che colloca l'opera fra i primi e tuttora più alti esempi italiani di critica stilistica.
Fondamentale è pure l'edizione che il de Lollis curò degli scritti di Cristoforo Colombo (due voll., 1892-94) a cui egli fece seguire la monografia Cristoforo Colombo nella leggenda e nella storia (1892; ediz. definitiva 1931; nuova ristampa 1969).
Del moralismo del de Lollis è infine testimonianza il Taccuino di guerra (1955).
I saggi più significativi sono stati raccolti a cura di Gianfranco Contini e Vittorio Santoli nei volumi Scrittori d'Italia (1968) e Scrittori di Francia (1971), e a cura di Fausto De Sanctis nel volume Scrittori di Germania (2010).